# Antony Matheus dos Santos
Antony Matheus Dos Santos, detto Antony (Osasco, 24 febbraio 2000), è un calciatore brasiliano, attaccante del Manchester Utd e della nazionale brasiliana.

## Caratteristiche tecniche
Ala destra di piede mancino, tecnica, dribbling e velocità sono i suoi punti di forza. Buon crossatore, cerca sovente l'assist anche con il piede debole ed è dotato di un tiro molto rapido e preciso.

## Carriera

### Club

#### Gli inizi, Ajax
Cresciuto nel settore giovanile del San Paolo, ha esordito in prima squadra il 15 novembre 2018 disputando l'incontro di Série A pareggiato 1-1 contro il Grêmio.
Il 22 febbraio 2020 viene ufficializzato l'accordo tra il San Paolo e gli olandesi dell'Ajax in vista dell'estate sulla base di 15.750.000 euro più 6,25 milioni di bonus. Il 13 settembre, al debutto con la maglia dei lancieri, segna il gol decisivo contro lo Sparta Rotterdam (0-1), mentre il 3 novembre mette a segno la sua prima rete in Champions nella vittoria esterna per 1-2 contro il Midtjylland. Per il buon rendimento offerto tra gol e assist, viene premiato come giocatore del mese di dicembre di Eredivisie. Alla sua prima stagione nei Paesi Bassi gioca ben 46 partite segnando 10 gol.

#### Manchester United
Il 30 agosto 2022, l'Ajax annuncia di aver trovato un accordo per la cessione di Antony al Manchester Utd, in Premier League, per la cifra di 95 milioni di euro, più 5 milioni di bonus; due giorni dopo, il trasferimento viene finalizzato. Il 4 settembre seguente, l'attaccante esordisce con i Red Devils, segnando anche il gol del provvisorio 1-0 nella partita di campionato contro l'Arsenal (vinta per 3-1). Essendo andato in rete anche nei due incontri di Premier League successivi, rispettivamente, contro il Manchester City (il 2 ottobre) e l'Everton (il 9 ottobre), diventa il primo giocatore dello United a segnare almeno un gol nelle sue prime tre partite consecutive di campionato.
Il 23 febbraio 2023, un giorno prima del suo 23º compleanno, dopo essere subentrato all'inizio del secondo tempo della gara di ritorno dei play-off di UEFA Europa League contro il Barcellona, Antony segna il gol della vittoria finale (2-1), consentendo così allo United di approdare agli ottavi di finale.

#### Prestito al Betis
Il 25 gennaio 2025 viene ceduto in prestito al Betis. Dopo anni sottotono a Manchester, sembra ritrovare finalmente la forma in Spagna. Esordisce in Liga, con la maglia numero 7, il 2 febbraio successivo contro l’Athletic Bilbao, rendendosi artefice di un’ottima prestazione e vincendo anche il premio di Uomo Partita. Una settimana più tardi, l’8 febbraio, trova il primo gol con la nuova maglia, 287 giorni dopo l’ultima rete in carriera, non riuscendo però ad evitare la sconfitta per 3-2 alla sua squadra contro il Celta Vigo. L'8 maggio segna su punizione il gol dell'1-0 contro la Fiorentina nella gara di ritorno della semifinale di Conference League, aiutando il Betis a raggiungere la finale (che verrà poi persa 4-1 contro il Chelsea).

### Nazionale
Il 7 ottobre 2021, Antony esordisce con la nazionale maggiore brasiliana nel successo per 3-1 contro il Venezuela, segnando anche uno dei gol.
A maggio 2025 rientra nell'elenco dei primi convocati dal nuovo commissario tecnico della Seleção, Carlo Ancelotti, in vista delle gare di qualificazione al campionato del mondo 2026 contro Ecuador e Paraguay.

## Controversie
Il 5 settembre 2023 viene sospeso dalla CBF e dal Manchester United in seguito ad accuse di violenza e minacce di violenza, mosse contro il calciatore da una sua ex fidanzata.

## Statistiche

### Presenze e reti nei club
Statistiche aggiornate al 6 giugno 2025.
| Stagione                 | Squadra                  | Campionato               | Campionato | Campionato | Coppe nazionali | Coppe nazionali | Coppe nazionali | Coppe continentali | Coppe continentali | Coppe continentali | Altre coppe | Altre coppe | Altre coppe | Totale | Totale | Totale |
| Stagione                 | Squadra                  | Comp                     | Pres       | Reti       | Comp            | Pres            | Reti            | Comp               | Pres               | Reti               | Comp        | Pres        | Reti        | Pres   | Reti   |        |
| ------------------------ | ------------------------ | ------------------------ | ---------- | ---------- | --------------- | --------------- | --------------- | ------------------ | ------------------ | ------------------ | ----------- | ----------- | ----------- | ------ | ------ | ------ |
| 2018                     | San Paolo                | A1/SP+A                  | 3+0        | 0+0        | CB              | 0               | 0               |                    | -                  | -                  |             | -           | -           | 3      | 0      |        |
| 2019                     | San Paolo                | A1/SP+A                  | 14+29      | 2+4        | CB              | 1               | 0               | CL                 | 2                  | 0                  |             | -           | -           | 46     | 6      |        |
| 2020                     | San Paolo                | A1/SP+A                  | 2+0        | 0+0        | CB              | 0               | 0               | CL                 | 0                  | 0                  |             | -           | -           | 2      | 0      |        |
| Totale San Paolo         | Totale San Paolo         | Totale San Paolo         | 48         | 6          |                 | 1               | 0               |                    | 2                  | 0                  |             | -           | -           | 51     | 6      |        |
| 2020-2021                | Ajax                     | ED                       | 32         | 9          | CO              | 4               | 0               | UCL+UEL            | 4+6                | 1+0                | -           | -           | -           | 46     | 10     |        |
| 2021-2022                | Ajax                     | ED                       | 25         | 9          | CO              | 3               | 2               | UCL                | 7                  | 2                  | SO          | 1           | 1           | 36     | 14     |        |
| Totale Ajax              | Totale Ajax              | Totale Ajax              | 57         | 18         |                 | 7               | 2               |                    | 17                 | 3                  |             | 1           | 1           | 82     | 24     |        |
| 2022-2023                | Manchester Utd           | PL                       | 25         | 4          | FACup+CdL       | 5+5             | 1+1             | UEL                | 9                  | 2                  | -           | -           | -           | 44     | 8      |        |
| 2023-2024                | Manchester Utd           | PL                       | 29         | 1          | FACup+CdL       | 4+1             | 2+0             | UCL                | 4                  | 0                  | -           | -           | -           | 38     | 3      |        |
| 2024-gen. 2025           | Manchester Utd           | PL                       | 8          | 0          | FACup+CdL       | 0+2             | 0+1             | UEL                | 4                  | 0                  | CS          | 0           | 0           | 14     | 1      |        |
| Totale Manchester United | Totale Manchester United | Totale Manchester United | 62         | 5          |                 | 17              | 5               |                    | 17                 | 2                  |             | 0           | 0           | 96     | 12     |        |
| gen.-giu. 2025           | Betis                    | PD                       | 17         | 5          | CR              | -               | -               | UECL               | 9                  | 4                  | -           | -           | -           | 26     | 9      |        |
| Totale carriera          | Totale carriera          | Totale carriera          | 182        | 34         |                 | 25              | 7               |                    | 45                 | 10                 |             | 1           | 1           | 255    | 52     |        |

### Cronologia presenze e reti in nazionale
| Cronologia completa delle presenze e delle reti in nazionale ― Brasile | Cronologia completa delle presenze e delle reti in nazionale ― Brasile | Cronologia completa delle presenze e delle reti in nazionale ― Brasile | Cronologia completa delle presenze e delle reti in nazionale ― Brasile | Cronologia completa delle presenze e delle reti in nazionale ― Brasile | Cronologia completa delle presenze e delle reti in nazionale ― Brasile | Cronologia completa delle presenze e delle reti in nazionale ― Brasile | Cronologia completa delle presenze e delle reti in nazionale ― Brasile |
| Data                                                                   | Città                                                                  | In casa                                                                | Risultato                                                              | Ospiti                                                                 | Competizione                                                           | Reti                                                                   | Note                                                                   |
| ---------------------------------------------------------------------- | ---------------------------------------------------------------------- | ---------------------------------------------------------------------- | ---------------------------------------------------------------------- | ---------------------------------------------------------------------- | ---------------------------------------------------------------------- | ---------------------------------------------------------------------- | ---------------------------------------------------------------------- |
| 7-10-2021                                                              | Caracas                                                                | Venezuela                                                              | 1 – 3                                                                  | Brasile                                                                | Qual. Mondiali 2022                                                    | 1                                                                      | 77’                                                                    |
| 10-10-2021                                                             | Barranquilla                                                           | Colombia                                                               | 0 – 0                                                                  | Brasile                                                                | Qual. Mondiali 2022                                                    | -                                                                      | 72’                                                                    |
| 14-10-2021                                                             | Manaus                                                                 | Brasile                                                                | 4 – 1                                                                  | Uruguay                                                                | Qual. Mondiali 2022                                                    | -                                                                      | 61’                                                                    |
| 11-11-2021                                                             | San Paolo                                                              | Brasile                                                                | 1 – 0                                                                  | Colombia                                                               | Qual. Mondiali 2022                                                    | -                                                                      | 46’                                                                    |
| 17-11-2021                                                             | San Juan                                                               | Argentina                                                              | 0 – 0                                                                  | Brasile                                                                | Qual. Mondiali 2022                                                    | -                                                                      | 69’ 76’                                                                |
| 27-1-2022                                                              | Quito                                                                  | Ecuador                                                                | –                                                                      | Brasile                                                                | Qual. Mondiali 2022                                                    | -                                                                      | 63’                                                                    |
| 1-2-2022                                                               | Belo Horizonte                                                         | Brasile                                                                | 4 – 0                                                                  | Paraguay                                                               | Qual. Mondiali 2022                                                    | 1                                                                      | 61’                                                                    |
| 24-3-2022                                                              | Rio de Janeiro                                                         | Brasile                                                                | 4 – 0                                                                  | Cile                                                                   | Qual. Mondiali 2022                                                    | -                                                                      | 75’                                                                    |
| 29-3-2022                                                              | La Paz                                                                 | Bolivia                                                                | 0 – 4                                                                  | Brasile                                                                | Qual. Mondiali 2022                                                    | -                                                                      |                                                                        |
| 23-9-2022                                                              | Le Havre                                                               | Brasile                                                                | 3 – 0                                                                  | Ghana                                                                  | Amichevole                                                             | -                                                                      | 63’                                                                    |
| 27-9-2022                                                              | Parigi                                                                 | Brasile                                                                | 5 – 1                                                                  | Tunisia                                                                | Amichevole                                                             | -                                                                      | 65’                                                                    |
| 24-11-2022                                                             | Lusail                                                                 | Brasile                                                                | 2 – 0                                                                  | Serbia                                                                 | Mondiali 2022 - 1º turno                                               | -                                                                      | 80’                                                                    |
| 28-11-2022                                                             | Doha                                                                   | Brasile                                                                | 1 – 0                                                                  | Svizzera                                                               | Mondiali 2022 - 1º turno                                               | -                                                                      | 73’                                                                    |
| 2-12-2022                                                              | Lusail                                                                 | Camerun                                                                | 1 – 0                                                                  | Brasile                                                                | Mondiali 2022 - 1º turno                                               | -                                                                      | 79’                                                                    |
| 9-12-2022                                                              | Al Rayyan                                                              | Croazia                                                                | 1 – 1 dts (4 – 2 dtr)                                                  | Brasile                                                                | Mondiali 2022 - Quarti di finale                                       | -                                                                      | 56’                                                                    |
| 25-3-2023                                                              | Tangeri                                                                | Marocco                                                                | 2 – 1                                                                  | Brasile                                                                | Amichevole                                                             | -                                                                      | 64’                                                                    |
| Totale                                                                 |                                                                        | Presenze                                                               | 16                                                                     |                                                                        | Reti                                                                   | 2                                                                      |                                                                        |

## Palmarès

### Club
- Campionato olandese: 2

Ajax: 2020-2021, 2021-2022
- Coppa dei Paesi Bassi: 1

Ajax: 2020-2021
- Coppa di Lega inglese: 1

Manchester United: 2022-2023
- Coppa d'Inghilterra: 1

Manchester United: 2023-2024

### Nazionale
- Oro olimpico: 1

Tokyo 2020